# Halysidota torniplaga
Halysidota torniplaga là một loài bướm đêm thuộc phân họ Arctiinae, họ Erebidae.